# Happy Hour!
Happy Hour! — збірка американського панк-рок гурту The Offspring, яка була спеціально видана для Японії. Реліз відбувся 4 серпня 2010 року на лейблі Sony Japan. Платівка містила пісні гурту, записані протягом 15 років творчої діяльності колективу. Happy Hour! — перший альбом гурту який не був виданий у США.
До альбому увійшли записи живих виступів та ремікси на пісні з альбомів Smash, Ixnay on the Hombre, Americana, Conspiracy of One та Splinter. До альбому такої увійшли кавери від таких гуртів і музикантів, як The Buzzcocks, Іггі Поп, TSOL, Billy Roberts та AC/DC. Загальні продажі альбому склали 30 000 копій.

## Список композицій
Автор музики і слів The Offspring, крім тих моментів де зазначено інше. 
| #   | Назва                                                 | Перша поява                                  | Тривалість |
| --- | ----------------------------------------------------- | -------------------------------------------- | ---------- |
| 1.  | «Come Out and Play» (Live)                            | Smash (1994)                                 | 3:11       |
| 2.  | «Pretty Fly (For a White Guy)» (Live)                 | Americana (1998)                             | 3:05       |
| 3.  | «All I Want» (Live)                                   | Ixnay on the Hombre (1997)                   | 2:07       |
| 4.  | «Gone Away» (Live)                                    | Ixnay on the Hombre (1997)                   | 4:17       |
| 5.  | «Staring at the Sun» (Live)                           | Americana (1998)                             | 2:27       |
| 6.  | «Hit That» (Live)                                     | Splinter (2003)                              | 2:47       |
| 7.  | «Gotta Get Away» (Live)                               | Smash (1994)                                 | 3:47       |
| 8.  | «Dammit, I Changed Again» (Live)                      | Conspiracy of One (2000)                     | 2:55       |
| 9.  | «D.U.I.»                                              | Сторона B на синглі «Gone Away» (1997)       | 2:30       |
| 10. | «Beheaded '99»                                        | Саундтрек до фільму Рука-вбивця (1999)       | 2:41       |
| 11. | «Sin City» (Кавер AC/DC)                              | Сторона В синглу «Million Miles Away» (2001) | 4:27       |
| 12. | «I Got a Right» (Кавер Іггі Попа)                     | Club Me EP (1997)                            | 2:22       |
| 13. | «Hey Joe» (Кавер Billy Roberts)                       | Baghdad EP (1991)                            | 2:39       |
| 14. | «80 Times» (Кавер TSOL)                               | Сторона В синглу «Want You Bad» (2000)       | 2:07       |
| 15. | «Autonomy» (Кавер Buzzcocks)                          | Сторона В синглу «Want You Bad» (2000)       | 2:36       |
| 16. | «Want You Bad» (Ремікс Blag Dahlia)                   | Conspiracy of One (2000)                     | 3:10       |
| 17. | «Why Don't You Get a Job?» (Ремікс The Baka Boyz)     | Americana (1998)                             | 4:21       |
| 18. | «Million Miles Away» (Ремікс Apollo 440)              | Conspiracy of One (2000)                     | 4:01       |
| 19. | «Pretty Fly (For a White Guy)» (Ремікс The Baka Boyz) | Сторона В синглу «She's Got Issues» (1999)   | 3:03       |

## Персонал
- Декстер Голланд — вокал, гітара
- Кевін «Нудлз» Вассерман — гітара, вокал
- Грег Крісел — бас-гітара, вокал
- Рон Велті — ударні
- Піт Параду — ударні